# Any Given Sunday
Any Given Sunday is een Amerikaanse drama- en sportfilm uit 1999 van Oliver Stone, met in de hoofdrollen onder meer Al Pacino en Cameron Diaz.

## Verhaal
De film gaat over de fictieve Miami Sharks, een ooit succesvol Americanfootballteam dat het al jaren slecht doet. Door blessures wordt coach Tony D'Amato (Al Pacino) gedwongen om de onervaren Willie Beamen (Jamie Foxx) op te stellen, die na een begin vol fouten snel beter wordt, maar dit succes helaas naar zijn hoofd laat stijgen. Daarnaast heeft D'Amato een moeizame relatie met teameigenaar Christina Pagniacci (Cameron Diaz), die de ploeg geërfd heeft van haar vader, en behandelt teamarts dr. Mandrake (James Woods) op dubieuze wijze.

## Rolverdeling
| Acteur           | Personage             | Opmerkingen                            |
| ---------------- | --------------------- | -------------------------------------- |
| Al Pacino        | Tony D'Amato          | coach van de Miami Sharks              |
| Cameron Diaz     | Christina Pagniacci   | teameigenaar                           |
| Aaron Eckhart    | Nick Crozier          | assistent-coach                        |
| Dennis Quaid     | Jack "Cap" Rooney     | ervaren quarterback                    |
| Jamie Foxx       | Willie Beamen         | beginnende quarterback                 |
| LL Cool J        | Julian Washington     | running back                           |
| James Woods      | Harvey Mandrake       | teamarts                               |
| Matthew Modine   | Oliver "Ollie" Powers | assistent-teamarts (arts in opleiding) |
| John C. McGinley | Jack Rose             | sportverslaggever                      |

## Productie
Het script is door Stone gebaseerd op meerdere bronnen, onder meer een op een script van ex-speler Jamie Williams en sportjournalist Richard Weiner, en op het boek You're Okay, It's Just a Bruise: A Doctor's Sideline Secrets van Robert Huizenga. Huizenga was in de jaren 80 als arts in opleiding werkzaam bij de L.A. Raiders, waar hij te maken kreeg met de dubieuze praktijken van teamarts Rosenfeld, op wie het personage van James Woods gebaseerd is.
Stone kreeg van de National Football League geen toestemming voor het gebruik van logo's en dergelijke, reden waarom de Sharks in de fictieve "Associated Football Franchises of America" (AFFA) spelen. De Miami Orange Bowl figureert als stadion van de Sharks.